# هوهنفینوو
هوهنفینوو (به آلمانی: Hohenfinow) یک شهر در آلمان است که در بارنیم واقع شده‌است. هوهنفینوو ۵۲۴ نفر جمعیت دارد.